# Cardine (storia romana)

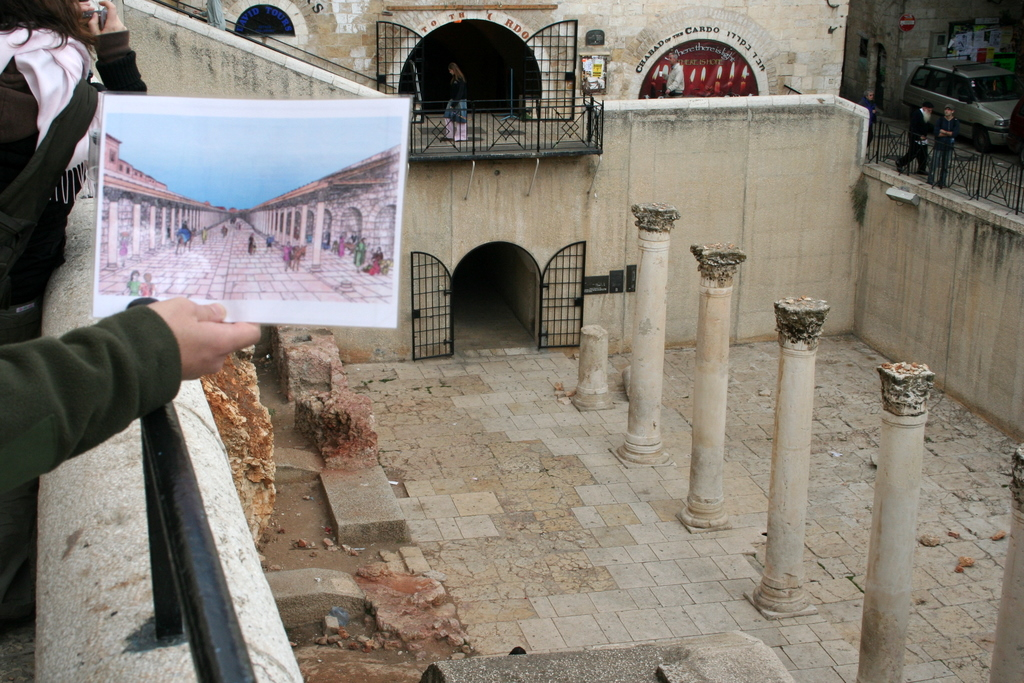
Il cardine di Gerusalemme.

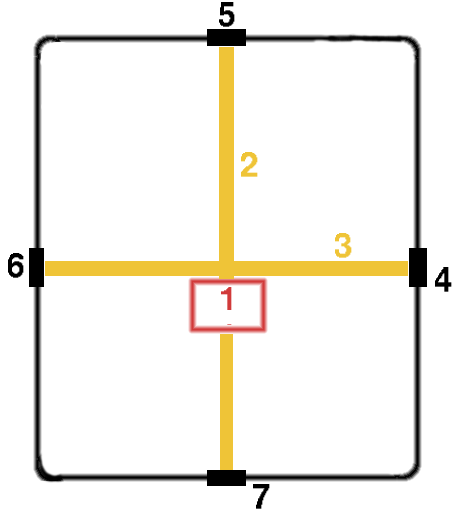
Schema di base di un accampamento (castrum) romano. Le porte erano quattro: la praetoria, verso il nemico (5); la decumana (7), ubicata sul lato opposto; la dextera (4) e la sinistra (6). Il decumanus maximus (2) collegava le porte praetoria e decumana, mentre il cardo maximus (3) la porta dextera a quella sinistra. In coincidenza del loro incrocio sorgeva solitamente il praetorium (1), che in seguito diveniva la sede del forum.

Il cardine (frequentemente alla latina cardo, che significa "perno", "cardine", ma anche "polo", "punto cardinale") era una via che correva spesso in direzione nord-sud nelle città romane.

## Descrizione
Le città romane erano solitamente basate su uno schema urbanistico ortogonale, ossia suddivise in isolati quadrangolari uniformi, in particolare per quanto riguarda le fondazioni coloniali. Il termine cardo veniva infatti utilizzato per indicare l'asse su cui veniva "incardinata" la struttura urbana.  Anche la centuriazione romana, ossia la divisione del territorio di una colonia in lotti che venivano assegnati ai singoli coloni, era incardinata su una maglia, per quanto più possibile, ortogonale.
Uno degli assi principali della centuriazione e dell'urbanistica cittadina era il cardo maximus, che si incrociava ad angolo retto con il decumanus maximus, ovvero il principale asse perpendicolare al cardo. L'insediamento romano risultava quindi diviso in quattro parti chiamate quartieri (termine che in seguito ha assunto il significato di nucleo con caratteristiche storiche e geografiche all'interno di un agglomerato urbano). Di regola, all'incrocio di queste due direttrici principali si trovava quasi sempre il forum, ossia la piazza principale della città. Il cardo maximus, inoltre, era di particolare importanza poiché collegava due delle quattro porte principali dell'insediamento e, solitamente, una di esse era maggiormente decorata e riconoscibile, in quanto indicava la strada consolare che conduceva a Roma. Essa poteva essere quella posta a nord o sud, a seconda dell'ubicazione geografica della civitas, rispetto alla capitale dell'impero.
Queste due strade principali erano così denominate anche nell'ambito degli accampamenti romani, detti castra, all'incrocio dei quali non vi era il forum, bensì il cosiddetto praetorium, ossia la tenda del comandante. Solitamente, l'impostazione urbanistica assegnata all'accampamento veniva conservata nella planimetria futura del municipium o della civitas. Alcuni esempi di accampamenti in posizioni strategiche divenuti civitas, sono alcune tra le principali città italiane (Torino, Pavia, Aosta) ed europee (Vienna e York).
Il  cardo in alcuni casi non era tracciato esattamente in direzione nord-sud, così come è possibile verificare dall'impianto urbanistico di città come Pompei, Ercolano, Ostia antica, Alba Fucens, Torino, Leptis Magna, Jerash ecc. Infatti spesso doveva seguire adattamenti legati a questioni orografiche o militari (la porta praetoria era rivolta verso il nemico e pertanto solitamente era la più fortificata e la più facilmente raggiungibile dall'interno).